# Burg Košumberk

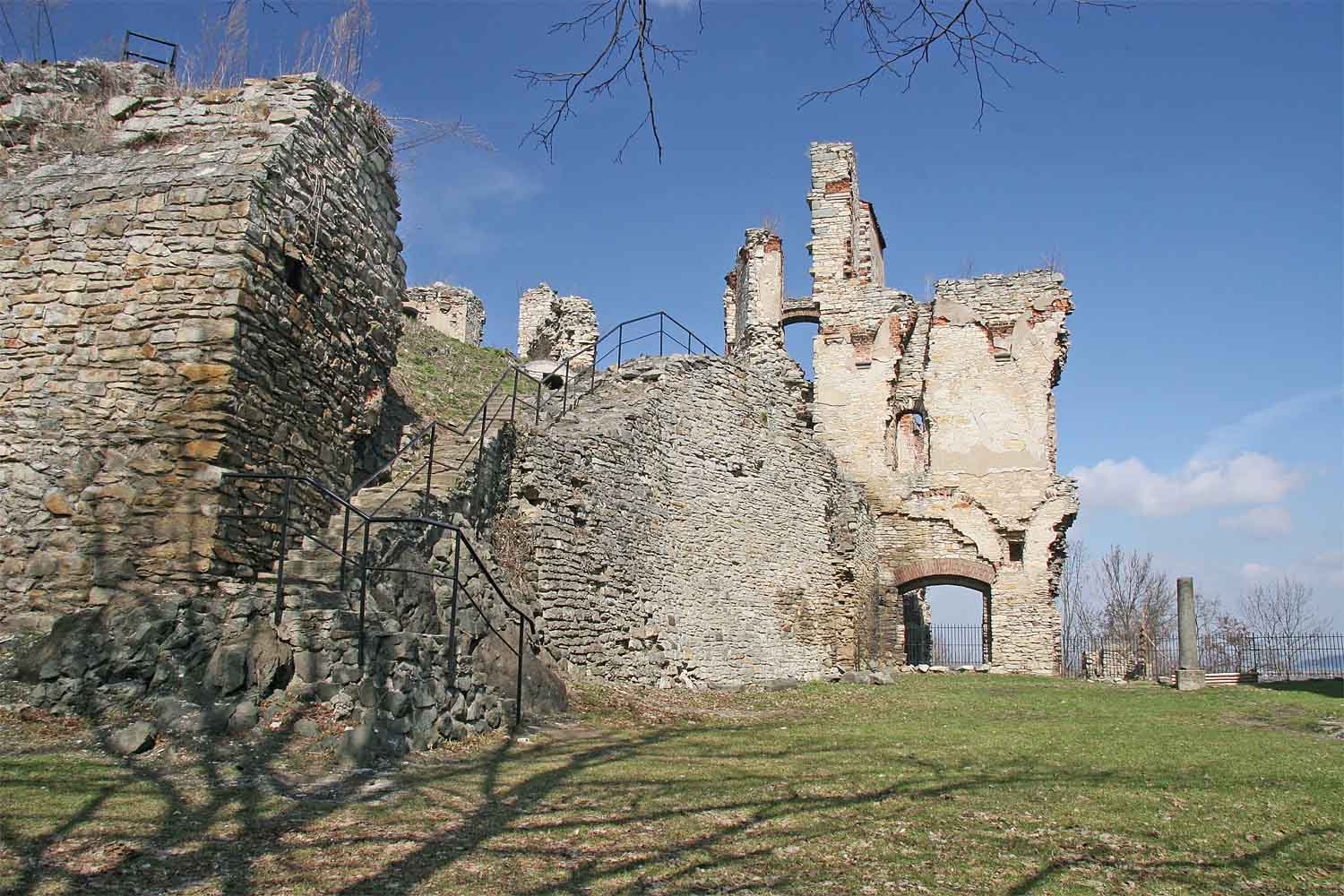
Ruine der Burg Košumberk

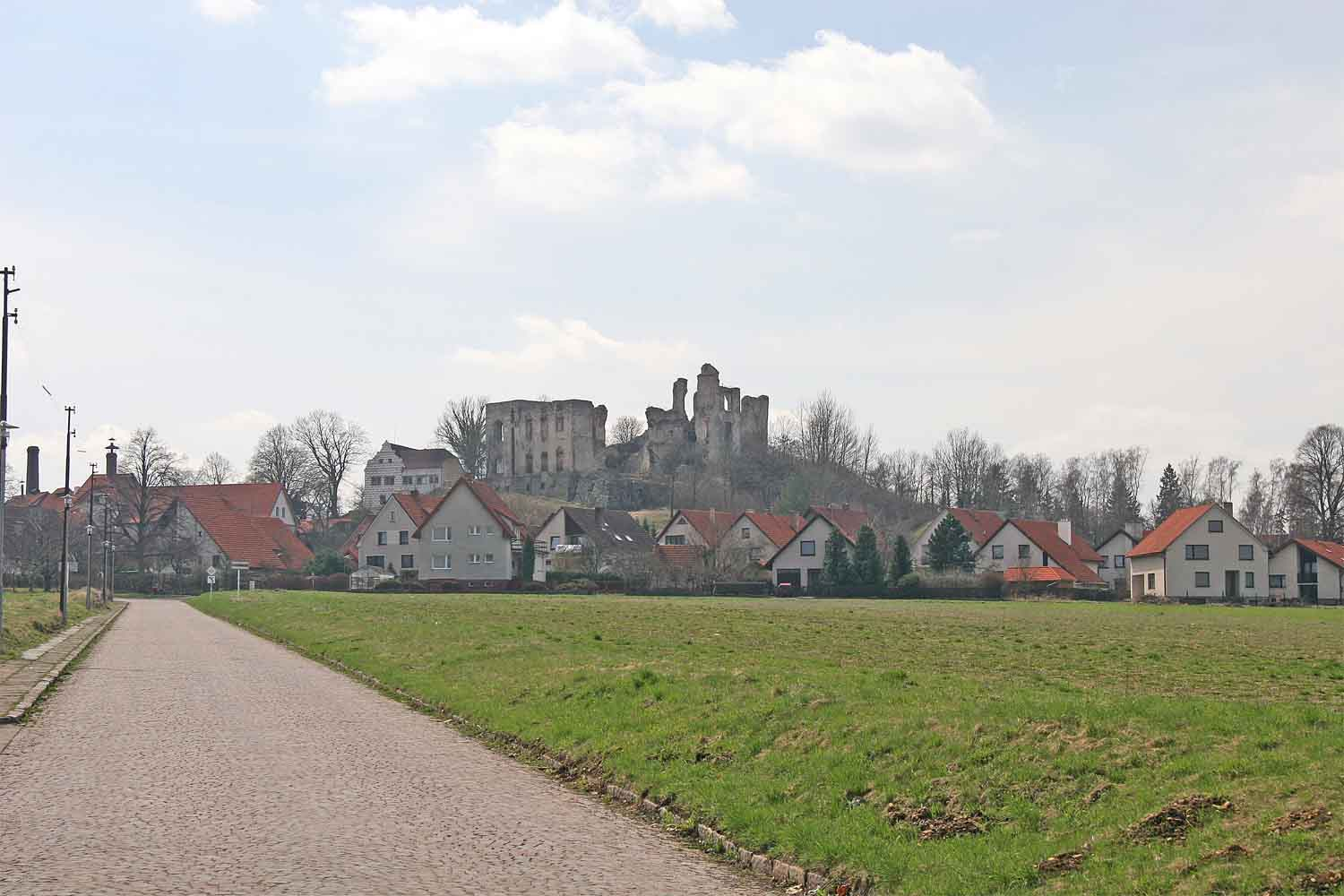
Ruine der Burg Košumberk

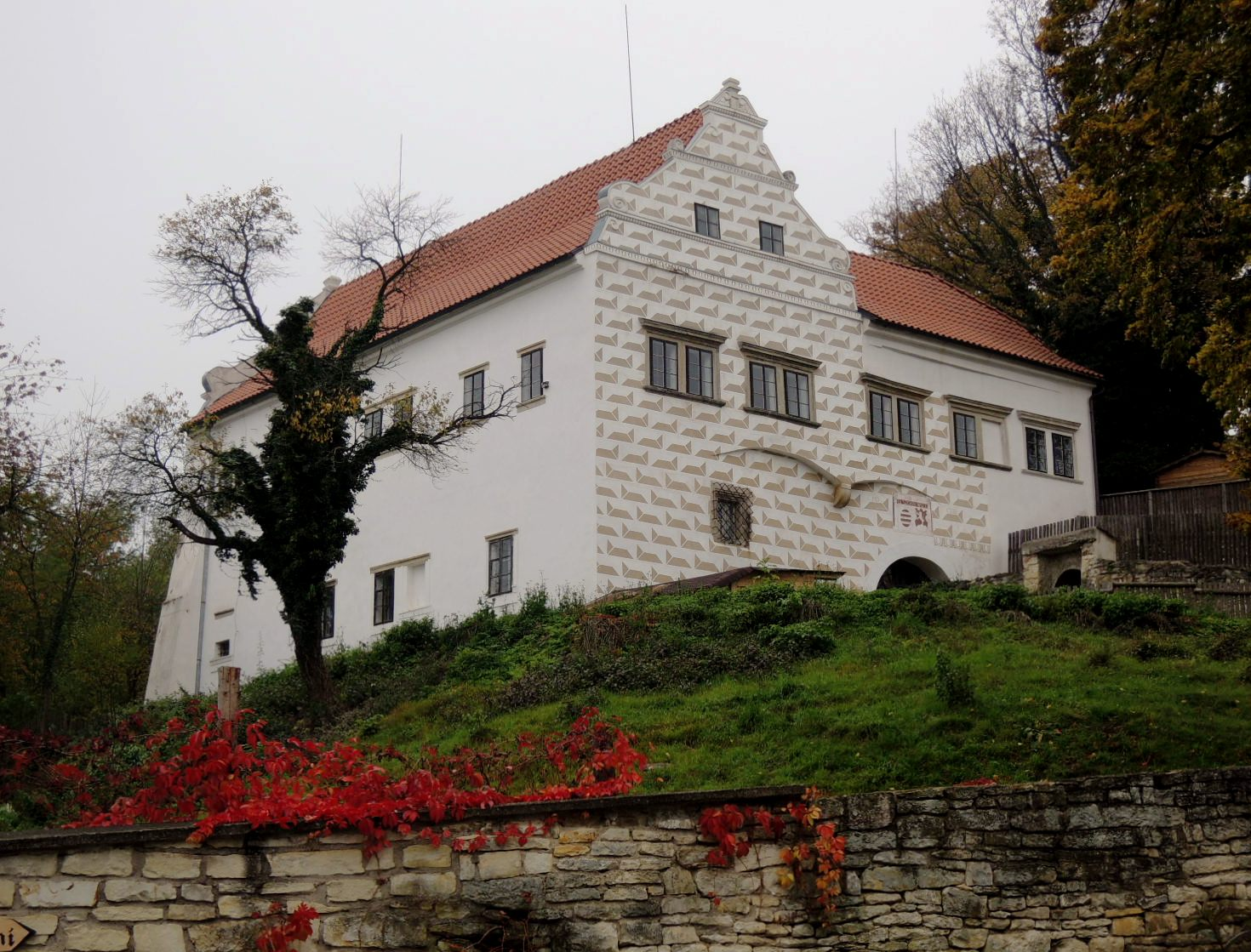
Erhaltener Renaissance-Trakt des Torhauses

Die Ruine der Burg Košumberk (deutsch Koschumberg, Rossumberg, älter auch Roßenburg) liegt über dem Tal der Novohradka beim zur Stadt Luže gehörigen Dorf Košumberk 11 km südwestlich von Vysoké Mýto im Okres Chrudim, Tschechien.
Die Burg wurde vermutlich von Ojíř von Košumberk nach 1310 gegründet. Ein bedeutendes Mitglied dieses Adelsgeschlechts, der Slavata von Chlum und Koschumberg, Diviš Slavata von Chlum, nahm im Jahre 1573 eine Renaissance-Umgestaltung der Burggebäude vor und ließ ein Schloss erstellen, dessen Bau sein Sohn Jindřich und der Enkel Diviš fortsetzten. Jindřich Slawata († Anfang 1599), auf Koschumberg und Chropyně in Mähren, Kreishauptmann des Chrudimer Kreises, Landrechtsbeisitzer in Brünn, verehelicht mit Kunigunde Czerncziczky von Kaczow auf Chraustowicz, war Anhänger der Böhmischen Brüder sowie Onkel und Vormund des 1595 mit zwölf Jahren zum Vollwaisen gewordenen Wallenstein. Diesen zog er zwei Jahre gemeinsam mit seinem etwa gleichaltrigen Sohn Diviš auf, bevor er ihn auf die Lateinschule zu Goldberg im Herzogtum Liegnitz schickte.
Seit Ende des 17. Jahrhunderts war die Burg im Besitz der Jesuiten, die eine neu errichtete Residenz in Chlumek bewohnten. Nach der Auflösung des Jesuitenordens 1773 verfiel die Burg; das Torhaus ist erhalten und wurde dank umfangreicher Restaurierungsarbeiten in ein Burgmuseum umgewandelt.